# Altensteinia
Altensteinia is een geslacht uit de orchideeënfamilie en de onderfamilie Orchidoideae.
Het geslacht telt zeven soorten die voorkomen in Zuid-Amerika.

## Naamgeving en etymologie
De botanische naam Altensteinia is een eerbetoon aan Freiherr Karl von Stein zum Altenstein (1770-1840).

## Kenmerken
Altensteinia-soorten zijn tamelijk forse terrestrische orchideeën met vlezige groene bladeren in een bladrozet. Vanuit het centrum van het rozet ontspringt een bloemstengel met een dichte eindstandige aar met talrijke bloemen.
De kleine bloemen zijn groen, wit en geel gekleurd en niet-geresupineerd (de bloemlip wijst naar boven). De lip is rond, hol tot bijna buisvormig, en omvat het rechtopstaande gynostemium met een gespleten rostellum. Het dorsale kelkblad staat los van de zijdelingse kelbladen.
In tegenstelling tot het nauw verwante geslacht Aa worden de bloemen van Altensteinia meestal ondersteund door gekleurde schutbladen.

## Habitat en verspreiding
Altensteinia komt voor in de hogere en koelere delen van de Andes in Zuid-Amerika, voornamelijk in Peru, Ecuador, Colombia en Bolivia. De soorten groeien voornamelijk op steile, rotsige of grazige hellingen, ruigtes en vochtige graslanden van 1800 tot 4300 m hoogte.

## Taxonomie
- Altensteinia boliviensis  Rolfe ex Rusby (1895)
- Altensteinia citrina  Garay (1978)
- Altensteinia elliptica  C.Schweinf. (1951)
- Altensteinia fimbriata  Kunth (1816) - Typesoort
- Altensteinia longispicata  C.Schweinf. (1941)
- Altensteinia marginata  Rchb.f. (1878)
- Altensteinia virescens  Lindl. (1845)